# بنة تشراغ (سلطان أباد)
بنة تشراغ (بالفارسية: بنه چراغ) هي منطقة سكنية تقع في إيران في قسم سلطان أباد الريفي. يقدر عدد سكانها بـ 125 نسمة .